# Anolis menta
Anolis menta este o specie de șopârle din genul Anolis, familia Polychrotidae, descrisă de Ayala, Harris și Williams 1984. Conform Catalogue of Life specia Anolis menta nu are subspecii cunoscute.